# Paul Flather

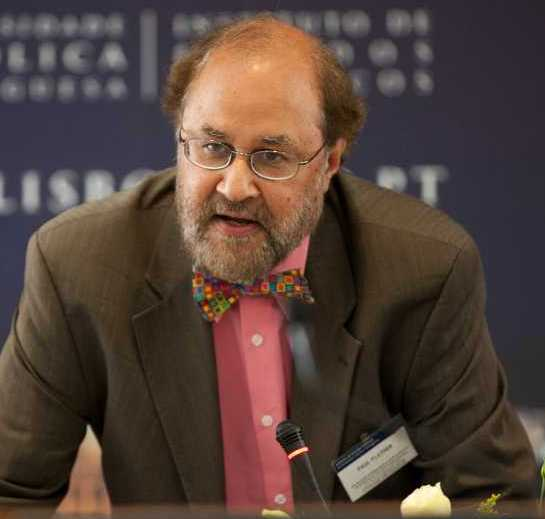

Paul Flather (n. 1954) es un académico, profesor universitario, periodista y escritor británico.
Se formó como periodista en la BBC, el Times y el New Statesman. Es el actual secretario general de Europaeum e igualmente miembro honorífico del Colegio Mansfield de Oxford. Es hijo de la Baronesa Flather, Shreela Flather, y ha sido el fundador (director ejecutivo) de la Universidad Central Europea; ocupando además otros puestos en otras instituciones europeas importantes, así es presidente de la Lady Noon Educational Trust.

## Obra
- Recasting Indian Politics. Palgrave Macmillan, 2009. ISBN 0-333-75264-3.[2]